# Vassili Stepanovitch Popov
Pour les articles homonymes, voir Popov.
Vassili Stepanovitch Popov (en russe : Василий Степанович Попов ou Поповски ; en polonais : Bazyli Popowski), né en 1743 dans l'oblast de Kazan et mort en 1822 à Saint-Pétersbourg, est un homme politique russe, secrétaire privé de l'impératrice Catherine II de Russie, chef d'état-major du prince Potemkine et membre du Conseil d'État de l'Empire russe.

## Biographie
Bazyli Popowski, de son nom polonais, ou Vassili Popov, de son nom russe, naît dans une famille noble polonaise du clan Pobóg (en). Son père est Szczepan Popowski, représentant de l'État à Kazan. Vassili Popov grandit dans le domaine familial de Popowo-Kuligowo (actuelle Popowo-Parcele en Pologne), sur les terres de son grand-père paternel Aleksander Popowski. Il reçoit une instruction à domicile, puis étudie au gymnasium de Kazan qui vient d'ouvrir ses portes.
En tant que secrétaire particulier de l'impératrice Catherine la Grande et chef d'état-major du prince Potemkine, il rédige le texte de l'acte fondateur de la confédération de Targowica le 27 avril à Moscou. Cet acte est proclamé dans la petite ville de Targowica (actuelle Torhovytsia en Ukraine) le 14 mai 1792. Quatre jours plus tard, deux armées russes envahissent l'union de Pologne-Lituanie sans déclaration de guerre préalable.
L'empereur Paul Ier de Russie, qui succède à sa mère Catherine II, nomme Popov sénateur en 1797, titre qu'il conserve jusqu'en 1799. Proche conseiller du tsar, il devient membre du Conseil d'État de l'Empire russe en 1808.
Vassili Popov possède des domaines en Ukraine actuelle, notamment dans la ville de Vassylivka (dans l'actuel oblast de Zaporijjia). Ses descendants feront construire, en 1864, le château de Popov.